# No lo hagas
No lo hagas es una película estadounidense de 1994 dirigida por Eugene Hess y protagonizada por Heather Graham, James Le Gros, Sheryl Lee and James Marshall.

## Argumento
Ambientada en Los Ángeles, aborda el tema de las relaciones en los años 90, a través de tres parejas que intercambian experiencias.

## Reparto
- James LeGros - Dodger
- Heather Graham - Suzanna
- Esai Morales - Charles
- Sheryl Lee - Michelle
- James Marshall - Robert
- Sarah Trigger - Alicia
- Balthazar Getty - Jake
- Alexis Arquette - David

## Curiosidades
- La hermana pequeña de Heather Graham y también actriz, Aimee Graham, tiene un pequeño papel en esta película.